# Михайловская набережная
Михайло́вская набережная — набережная, расположенная вдоль побережья Оби в Октябрьском районе Новосибирска. Названа в честь Константина Яковлевича Михайловского.

## История
В 1907 году в здании Кабинета Его Императорского Величества, расположенном на территории современной Михайловской набережной, был подписан акт о передаче участка царской земли Новониколаевску (совр. Новосибирск).
В начале 1930-х в этом месте была создана водно-лыжная станция с открытым бассейном и вышками для прыжков.
Осенью 1948 на месте будущей набережной была построена первая хоккейная коробка, с этого места началась история новосибирского хоккея с шайбой, здесь же новосибирская хоккейная команда дебютировала в чемпионате РСФСР, став чемпионом республики.
В 1955 году архитекторы Р. М. Окунева и А. Г. Скоробогатько разработали проект набережной, сооружение которой велось на участке между устьем Каменки и Октябрьским мостом до 1964 года.
В 1981 году здесь начал действовать комплекс чехословацких аттракционов «Луна-парк».
В 2017—2018 годах проведена реконструкция набережной. Были обновлены верхний и нижний променады, созданы дорожки для маломобильных граждан, сооружена ливневая канализация, установлены новые фонари и др.
При размещении на территории набережной размещённая со стороны железнодорожного моста (памятника Александру III) схема парка «Михайловская набережная» установлена без ориентации по сторонам света и не привязана к местности, на ней не указано местоположение наблюдателя, что затрудняет ориентировку посетителей.

## Достопримечательности

### Памятники
- Памятник Александру III — скульптура, установленная летом 2012 года[6].
- Памятник первому железнодорожному мосту — памятник, состоящий из пролёта демонтированного в 1990-х годах Первого железнодорожного моста через Обь[7].

### Исторические здания
- Здание Управления Томским имением Алтайского округа ведомства Кабинета Его Императорского Величества — здание, построенное в начале 1900-х годов, в котором был заключён договор о передаче территории царской земли Новониколаевску[8].

### Аттракционы
- Колесо обозрения — его ввели в эксплуатацию в 2019 году ко Дню города Новосибирска. Его высота составляет 70 м[9][10], что делает его самым высоким колесом обозрения в Сибири.

## Мероприятия
В летнее время на Михайловской набережной устраиваются различные праздники, выступают артисты Новосибирской филармонии и т. д.

## Галерея
- На дальнем плане Бугринский мост
- Вид из кабинки колеса обозрения